# Gnophomyia nebulicincta
Gnophomyia nebulicincta är en tvåvingeart som beskrevs av Alexander 1954. Gnophomyia nebulicincta ingår i släktet Gnophomyia och familjen småharkrankar.
Artens utbredningsområde är Thailand. Inga underarter finns listade i Catalogue of Life.